# 马龙 (默尔特-摩泽尔省)
马龙（法語：Maron，法語發音：[maʁɔ̃]）是法国默尔特-摩泽尔省的一个市镇，位于该省南部，属于南锡区。

## 地理
马龙（48°38'5"N, 6°2'50"E）面积19.1 平方千米，位于法国大東部大區默尔特-摩泽尔省，该省份为法国东北部内陆省份，是洛林的一部分，北邻比利时、卢森堡，北起顺时针与摩泽尔省、下莱茵省、孚日省和默兹省接壤。
与马龙接壤的市镇（或旧市镇、城区）包括：沙利尼、贡德勒维尔、拉克苏、塞克塞欧福日、布瓦德艾。

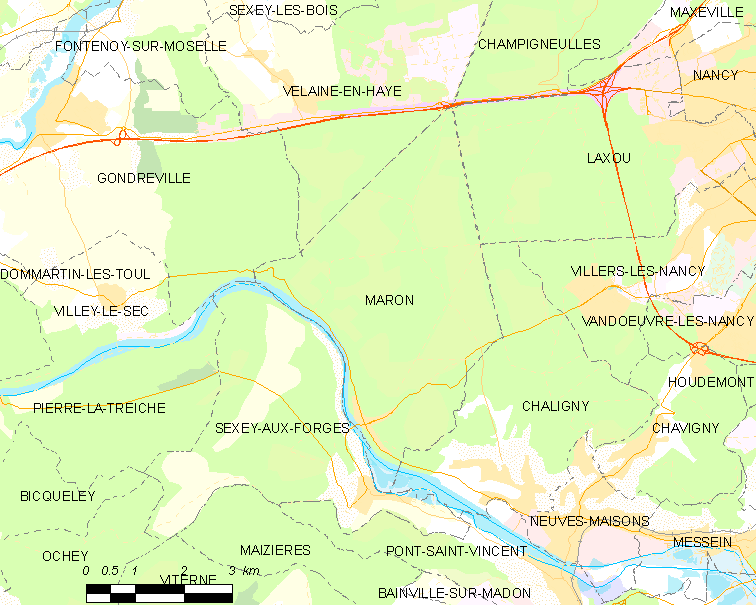
的OSM定位图

马龙的时区为UTC+01:00、UTC+02:00（夏令时）。

## 行政
马龙的邮政编码为54230，INSEE市镇编码为54352。

## 政治
马龙所属的省级选区为讷沃迈松县。

## 人口

1962-2008年间人口变化图示

马龙于2022年1月1日时的人口数量为837人。